# Quadrastichus lasiocerus
Quadrastichus lasiocerus är en stekelart som först beskrevs av Graham 1961.  Quadrastichus lasiocerus ingår i släktet Quadrastichus och familjen finglanssteklar. Inga underarter finns listade i Catalogue of Life.